# Aulis Cannelin
Aulis Cannelin, född 1896, död 1960, var en finländsk lexikograf och filosofie magister. Hans farfar Gustaf Cannelin och hans far Knut Cannelin hade arbetat med finska språkets lexikografi, och Aulis Cannelins insats var att fortsätta faderns arbete. Efter Knut Cannelins död 1938 arbetade Aulis Cannelin med att förbättra Suomalais‑ruotsalais suursanakirja – Finsk‑svensk storordbok. Resultaten av Aulis Cannelin förbättringsarbete framlades i ordbokens nionde upplaga 1951, som var en genomgripande omarbetning.